# I paralipomeni della dinastia dei paperi
I paralipomeni della dinastia dei paperi è una serie di storie a fumetti della Walt Disney realizzata tra il 1994 e il 2003 da Giorgio Figus e dal disegnatore Valerio Held. La serie fu concepita come seguito della serie del 1970, Storia e gloria della dinastia dei paperi; questo aspetto viene messo in risalto dallo stesso Figus all'inizio delle prime storie, rimandando la memoria dei lettori a quella serie di storie.

## Storia editoriale
Due storie vennero pubblicate sul settimanale Topolino: nel n. 2027 del 4 ottobre 1994 fu edita la storia Le avventure di Paperin cannoniere, incentrata su un antenato di Paperino arruolato nell'esercito; dopo due anni venne realizzata la seconda storia, Le vicende di un papero ateniese, pubblicata sul n. 2097 del settimanale. Infine, nel 2003 venne pubblicato, su Paperino Mese 273 il capitolo finale, Paper Micca e l'assedio di Torino, nella quale si scopre che un avo di Paperino liberò la città dall'assedio dei franco-spagnoli del 1706.
Esiste anche un ulteriore paralipomeno, pubblicato in Brasile nel 1987 e inedito in Italia. Tratta dell'ennesimo avo di Paperina che sarebbe stato la Quinta Moschettiera.